# Puchar Świata w snowboardzie 2007/2008
Puchar Świata w snowboardzie w sezonie 2007/2008 to 14. edycja tej imprezy. Cykl rozpoczął się 1 września 2007 roku w nowozelandzkim ośrodku narciarskim Cardrona. Ostatnie zawody sezonu odbyły się natomiast 16 marca 2008 roku we włoskim Valmalenco. Zawody rozgrywano w pięciu konkurencjach: slalom równoległy, gigant równoległy, snowcross, halfpipe i big air (tylko mężczyźni). Dla giganta równoległego i slalomu równoległego prowadzono wspólną klasyfikację - PAR. 
Puchar Świata rozegrany został w 14 krajach i 22 miastach na 5 kontynentach. Najwięcej konkursów rozegranych zostało we Włoszech (6 dla mężczyzn i 5 dla kobiet).

## Konkurencje
- slalom równoległy (PSL)
- gigant równoległy (PGS)
- snowcross
- halfpipe
- big air

## Mężczyźni

### Kalendarz i wyniki
| Lp  | Data                 | Miejsce         | Konkurencja | Zwycięzca           | 2. miejsce           | 3. miejsce          |
| 1.  | 1 września 2007      | Cardrona        | Halfpipe    | Ryō Aono            | Iouri Podladtchikov  | Rolf Feldmann       |
| 2.  | 26 września 2007     | Valle Nevado    | Snowcross   | Stian Sivertzen     | Robert Fagan         | Drew Neilson        |
| 3.  | 29 września 2007     | Valle Nevado    | Snowcross   | Pierre Vaultier     | Stian Sivertzen      | Xavier de Le Rue    |
| 4.  | 7 października 2007  | Rotterdam       | Big Air     | Peetu Piiroinen     | Stefan Gimpl         | Antti Autti         |
| 5.  | 12 października 2007 | Landgraaf       | PSL         | Mathieu Bozzetto    | Siegfried Grabner    | Marc Iselin         |
| 6.  | 20 października 2007 | Sölden          | PGS         | Rok Flander         | Daniel Biveson       | Adam Smith          |
| 7.  | 2 listopada 2007     | Saas-Fee        | Halfpipe    | Iouri Podladtchikov | Janne Korpi          | Christian Haller    |
| 8.  | 17 listopada 2007    | Sztokholm       | Big Air     | Janne Korpi         | Risto Mattila        | Sami Saarenpää      |
| 9.  | 8 grudnia 2007       | Limone Piemonte | PGS         | Manuel Veith        | Daniel Biveson       | Matthew Morison     |
| 10. | 16 grudnia 2007      | Nendaz          | PSL         | Mathieu Bozzetto    | Rok Flander          | Roland Haldi        |
| 11. | 22 grudnia 2007      | Sofia           | Big Air     | Stefan Gimpl        | Janne Korpi          | Matevž Petek        |
| 12. | 5 stycznia 2008      | Graz            | Big Air     | Stefan Gimpl        | Matti Kinnunen       | Petja Piiroinen     |
| 13. | 9 stycznia 2008      | Badgastein      | PSL         | Mathieu Bozzetto    | Benjamin Karl        | Rok Marguč          |
| 14. | 13 stycznia 2008     | Badgastein      | Snowcross   | Mario Fuchs         | Shaun Palmer         | Mateusz Ligocki     |
| 15. | 19 stycznia 2008     | La Molina       | PGS         | Andreas Prommegger  | Anton Unterkofler    | Tyler Jewell        |
| 16. | 20 stycznia 2008     | La Molina       | PSL         | Rok Flander         | Benjamin Karl        | Andreas Prommegger  |
| 17. | 27 stycznia 2008     | Bardonecchia    | Halfpipe    | Manuel Pietropoli   | Markus Malin         | Peetu Piiroinen     |
| 18. | 1 lutego 2008        | Leysin          | Snowcross   | Mario Fuchs         | David Speiser        | Lukas Grüner        |
| 19. | 9 lutego 2008        | Moskwa          | Big Air     | Stefan Gimpl        | Roope Tonteri        | Sindre Iversen      |
| 20. | 15 lutego 2008       | Sungwoo         | Snowcross   | Pierre Vaultier     | Nate Holland         | Mateusz Ligocki     |
| 21. | 16 lutego 2008       | Sungwoo         | Halfpipe    | Ryō Aono            | Greg Bretz           | Iouri Podladtchikov |
| 22. | 17 lutego 2008       | Sungwoo         | PGS         | Benjamin Karl       | Roland Haldi         | Heinz Inniger       |
| 23. | 22 lutego 2008       | Gujō            | Snowcross   | Graham Watanabe     | Stian Sivertzen      | Alex Pullin         |
| 24. | 23 lutego 2008       | Gujō            | Halfpipe    | Kazu’umi Fujita     | Jeff Batchelor       | Greg Bretz          |
| 25. | 24 lutego 2008       | Gujō            | PGS         | Jasey-Jay Anderson  | Roland Fischnaller   | Matthew Morison     |
| 26. | 29 lutego 2008       | Calgary         | Halfpipe    | Brad Martin         | Jeff Batchelor       | Tore Holvik         |
| 27. | 1 marca 2008         | Lake Placid     | Snowcross   | Nick Baumgartner    | Drew Neilson         | Tom Velisek         |
| 28. | 3 marca 2008         | Lake Placid     | PGS         | Mathieu Bozzetto    | Tyler Jewell         | Benjamin Karl       |
| 29. | 7 marca 2008         | Stoneham        | Snowcross   | Pierre Vaultier     | Paul-Henri de Le Rue | Vincent Valery      |
| 30. | 8 marca 2008         | Stoneham        | PGS         | Benjamin Karl       | Andreas Prommegger   | Matthew Morison     |
| 31. | 9 marca 2008         | Stoneham        | Halfpipe    | Greg Bretz          | Brad Martin          | Nathan Johnstone    |
| 32. | 13 marca 2008        | Valmalenco      | Snowcross   | Mateusz Ligocki     | Pierre Vaultier      | Vincent Valery      |
| 33. | 14 marca 2008        | Valmalenco      | Big Air     | Kim-Rune Hansen     | Gjermund Bråten      | Stefan Gimpl        |
| 34. | 15 marca 2008        | Valmalenco      | PGS         | Roland Fischnaller  | Matthew Morison      | Justin Reiter       |
| 35. | 16 marca 2008        | Valmalenco      | Halfpipe    | Crispin Lipscomb    | Iouri Podladtchikov  | James Hamilton      |

### Klasyfikacje
| Lp.   | Zawodnik           | Punkty |
| ----- | ------------------ | ------ |
| 1.    | Benjamin Karl      | 6290   |
| 2.    | Mathieu Bozzetto   | 6100   |
| 3.    | Pierre Vaultier    | 5180   |
| 4.    | Andreas Prommegger | 4960   |
| 5.    | Stefan Gimpl       | 4640   |
| 6.    | Matthew Morison    | 4490   |
| 7.    | Janne Korpi        | 4220   |
| 8.    | Stian Sivertzen    | 4180   |
| 9.    | Jasey-Jay Anderson | 4046   |
| 10.   | Rok Flander        | 3918   |
| . . . |                    |        |
| 26.   | Mateusz Ligocki    | 2641   |
| 139.  | Michał Ligocki     | 522    |
| 243.  | Marek Sąsiadek     | 84     |
| 255.  | Maciej Jodko       | 69     |

| Lp. | Zawodnik           | Punkty |
| --- | ------------------ | ------ |
| 1.  | Benjamin Karl      | 6290   |
| 2.  | Mathieu Bozzetto   | 6100   |
| 3.  | Andreas Prommegger | 4960   |
| 4.  | Matthew Morison    | 4490   |
| 5.  | Rok Flander        | 3918   |
| 6.  | Roland Haldi       | 3820   |
| 7.  | Daniel Biveson     | 3806   |
| 8.  | Jasey-Jay Anderson | 3620   |
| 9.  | Tyler Jewell       | 3570   |
| 10. | Siegfried Grabner  | 3174   |

| Lp.   | Zawodnik             | Punkty |
| ----- | -------------------- | ------ |
| 1.    | Pierre Vaultier      | 5180   |
| 2.    | Stian Sivertzen      | 4180   |
| 3.    | Mario Fuchs          | 3440   |
| 4.    | Graham Watanabe      | 2990   |
| 5.    | Drew Neilson         | 2728   |
| 6.    | Mateusz Ligocki      | 2641   |
| 7.    | Vincent Valery       | 2440   |
| 8.    | Robert Fagan         | 2350   |
| 9.    | Radoslav Židek       | 2335   |
| 10.   | Paul-Henri de Le Rue | 2150   |
| . . . |                      |        |
| 60.   | Maciej Jodko         | 69     |

| Lp.   | Zawodnik            | Punkty |
| ----- | ------------------- | ------ |
| 1.    | Iouri Podladtchikov | 3700   |
| 2.    | Greg Bretz          | 2620   |
| 3.    | Jeff Batchelor      | 2250   |
| 4.    | Sergio Berger       | 2170   |
| 5.    | Brad Martin         | 2040   |
| 6.    | Ryō Aono            | 2036   |
| 7.    | Janne Korpi         | 2020   |
| 8.    | Tore Holvik         | 1640   |
| 9.    | Justin Lamoureux    | 1570   |
| 10.   | Dolf van der Wal    | 1540   |
| . . . |                     |        |
| 40.   | Michał Ligocki      | 522    |
| 80.   | Marek Sąsiadek      | 84     |

| Lp. | Zawodnik        | Punkty |
| --- | --------------- | ------ |
| 1.  | Stefan Gimpl    | 4640   |
| 2.  | Janne Korpi     | 2200   |
| 3.  | Matevž Petek    | 1980   |
| 4.  | Petja Piiroinen | 1402   |
| 5.  | Kim-Rune Hansen | 1399   |
| 6.  | Domen Bizjak    | 1292   |
| 7.  | Peetu Piiroinen | 1260   |
| 8.  | Gjermund Bråten | 1210   |
| 9.  | Stephan Maurer  | 1150   |
| 10. | Risto Mattila   | 1090   |

## Kobiety

### Kalendarz i wyniki
| Lp  | Data                 | Miejsce         | Konkurencja | Zwyciężczyni           | 2. miejsce                | 3. miejsce                |
| 1.  | 1 września 2007      | Cardrona        | Halfpipe    | Manuela Pesko          | Lindsey Jacobellis        | Clair Bidez               |
| 2.  | 26 września 2007     | Valle Nevado    | Snowcross   | Lindsey Jacobellis     | Maëlle Ricker             | Doresia Krings            |
| 3.  | 29 września 2007     | Valle Nevado    | Snowcross   | Maëlle Ricker          | Mellie Francon            | Dominique Maltais         |
| 4.  | 12 października 2007 | Landgraaf       | PSL         | Amelie Kober           | Heidi Neururer            | Nicolien Sauerbreij       |
| 5.  | 21 października 2007 | Sölden          | PGS         | Marion Kreiner         | Heidi Neururer            | Nicolien Sauerbreij       |
| 6.  | 2 listopada 2007     | Saas-Fee        | Halfpipe    | Kjersti Buaas          | Chen Xu                   | Manuela Pesko             |
| 7.  | 8 grudnia 2007       | Limone Piemonte | PGS         | Heidi Neururer         | Jekatierina Tudiegieszewa | Carmen Ranigler           |
| 8.  | 16 grudnia 2007      | Nendaz          | PSL         | Julia Dujmovits        | Heidi Neururer            | Nicolien Sauerbreij       |
| 9.  | 9 stycznia 2008      | Badgastein      | PSL         | Nicolien Sauerbreij    | Anke Karstens             | Doris Günther             |
| 10. | 13 stycznia 2008     | Badgastein      | Snowcross   | Lindsey Jacobellis     | Mellie Francon            | Tanja Frieden             |
| 11. | 19 stycznia 2008     | La Molina       | PGS         | Nicolien Sauerbreij    | Claudia Riegler           | Marion Kreiner            |
| 12. | 20 stycznia 2008     | La Molina       | PSL         | Heidi Neururer         | Nicolien Sauerbreij       | Claudia Riegler           |
| 13. | 27 stycznia 2008     | Bardonecchia    | Halfpipe    | Anne Sophie Pellissier | Queralt Castellet         | Sophie Rodriguez          |
| 14. | 1 lutego 2008        | Leysin          | Snowcross   | Helene Olafsen         | Diane Thermoz Liaudy      | Tanja Frieden             |
| 15. | 15 lutego 2008       | Sungwoo         | Snowcross   | Maëlle Ricker          | Lindsey Jacobellis        | Mellie Francon            |
| 16. | 16 lutego 2008       | Sungwoo         | Halfpipe    | Liu Jiayu              | Sōko Yamaoka              | Lindsey Jacobellis        |
| 17. | 17 lutego 2008       | Sungwoo         | PGS         | Doris Günther          | Nicolien Sauerbreij       | Swietłana Bołdykowa       |
| 18. | 22 lutego 2008       | Gujō            | Snowcross   | Maëlle Ricker          | Zoe Gillings              | Mellie Francon            |
| 19. | 23 lutego 2008       | Gujō            | Halfpipe    | Sun Zhifeng            | Sōko Yamaoka              | Manuela Pesko             |
| 20. | 24 lutego 2008       | Gujō            | PGS         | Nicolien Sauerbreij    | Julia Dujmovits           | Jekatierina Tudiegieszewa |
| 21. | 29 lutego 2008       | Calgary         | Halfpipe    | Liu Jiayu              | Chen Xu                   | Sophie Rodriguez          |
| 22. | 1 marca 2008         | Lake Placid     | Snowcross   | Lindsey Jacobellis     | Maëlle Ricker             | Dominique Maltais         |
| 23. | 3 marca 2008         | Lake Placid     | PGS         | Swietłana Bołdykowa    | Fränzi Mägert-Kohli       | Heidi Neururer            |
| 24. | 7 marca 2008         | Stoneham        | Snowrcoss   | Lindsey Jacobellis     | Maëlle Ricker             | Mellie Francon            |
| 25. | 8 marca 2008         | Stoneham        | PGS         | Nicolien Sauerbreij    | Jekatierina Tudiegieszewa | Doris Günther             |
| 26. | 9 marca 2008         | Stoneham        | Halfpipe    | Manuela Pesko          | Sarah Conrad              | Queralt Castellet         |
| 27. | 9 marca 2008         | Valmalenco      | Snowrcoss   | Sandra Frei            | Aleksandra Żekowa         | Dominique Maltais         |
| 28. | 9 marca 2008         | Valmalenco      | PGS         | Anke Karstens          | Michelle Gorgone          | Claudia Riegler           |
| 29. | 9 marca 2008         | Valmalenco      | Halfpipe    | Manuela Pesko          | Queralt Castellet         | Sun Zhifeng               |

### Klasyfikacje
| Lp.   | Zawodniczka         | Punkty |
| ----- | ------------------- | ------ |
| 1.    | Nicolien Sauerbreij | 8260   |
| 2.    | Lindsey Jacobellis  | 7420   |
| 3.    | Heidi Neururer      | 6560   |
| 4.    | Doris Günther       | 6550   |
| 5.    | Maëlle Ricker       | 6090   |
| 6.    | Doresia Krings      | 5740   |
| 7.    | Mellie Francon      | 4710   |
| 8.    | Manuela Pesko       | 4700   |
| 9.    | Claudia Riegler     | 4610   |
| 10.   | Helene Olafsen      | 4160   |
| . . . |                     |        |
| 100.  | Joanna Zając        | 390    |
| 101.  | Karolina Sztokfisz  | 380    |
| 142.  | Barbara Stachoń     | 76     |

| Lp.   | Zawodniczka               | Punkty |
| ----- | ------------------------- | ------ |
| 1.    | Nicolien Sauerbreij       | 8260   |
| 2.    | Heidi Neururer            | 6560   |
| 3.    | Claudia Riegler           | 4610   |
| 4.    | Doris Günther             | 4520   |
| 5.    | Swietłana Bołdykowa       | 4110   |
| 6.    | Marion Kreiner            | 3880   |
| 7.    | Julia Dujmovits           | 3875   |
| 8.    | Anke Karstens             | 3750   |
| 9.    | Fränzi Mägert-Kohli       | 3630   |
| 10.   | Jekatierina Tudiegieszewa | 3372   |
| . . . |                           |        |
| 41.   | Karolina Sztokfisz        | 380    |
| 50.   | Barbara Stachoń           | 76     |

| Lp. | Zawodniczka          | Punkty |
| --- | -------------------- | ------ |
| 1.  | Maëlle Ricker        | 6090   |
| 2.  | Lindsey Jacobellis   | 5700   |
| 3.  | Mellie Francon       | 4710   |
| 4.  | Dominique Maltais    | 3840   |
| 5.  | Helene Olafsen       | 3570   |
| 6.  | Sandra Frei          | 3130   |
| 7.  | Zoe Gillings         | 2930   |
| 8.  | Doresia Krings       | 2910   |
| 9.  | Diane Thermoz Liaudy | 2240   |
| 10. | Aleksandra Żekowa    | 2160   |

| Lp.   | Zawodniczka            | Punkty |
| ----- | ---------------------- | ------ |
| 1.    | Manuela Pesko          | 4700   |
| 2.    | Liu Jiayu              | 3950   |
| 3.    | Queralt Castellet      | 2970   |
| 4.    | Chen Xu                | 2630   |
| 5.    | Sun Zhifeng            | 2570   |
| 6.    | Anne Sophie Pellissier | 2550   |
| 7.    | Sōko Yamaoka           | 2100   |
| 8.    | Sophie Rodriguez       | 1970   |
| 9.    | Linn Haug              | 1910   |
| 10.   | Ursina Haller          | 1810   |
| . . . |                        |        |
| 33.   | Joanna Zając           | 390    |